# Sinagoga Klausen
La sinagoga Klausen (in ceco Klausová synagoga) è la più grande sinagoga dell'ex ghetto ebraico di Praga e l'unico esempio di sinagoga barocca presente nel ghetto. La sinagoga confina con il vecchio cimitero ebraico ed è gestita dal Museo ebraico di Praga.

## Storia
Negli anni '70 del Cinquecento un noto uomo d'affari e benefattore del ghetto, Mordechai Maisel, decise di costruire nell'area dell'attuale sinagoga di Klausen un kloyz, o complesso di edifici, comprendente probabilmente sinagoghe e una scuola talmudica privata, dove insegnò il famoso rabbino di Praga Maharal. 

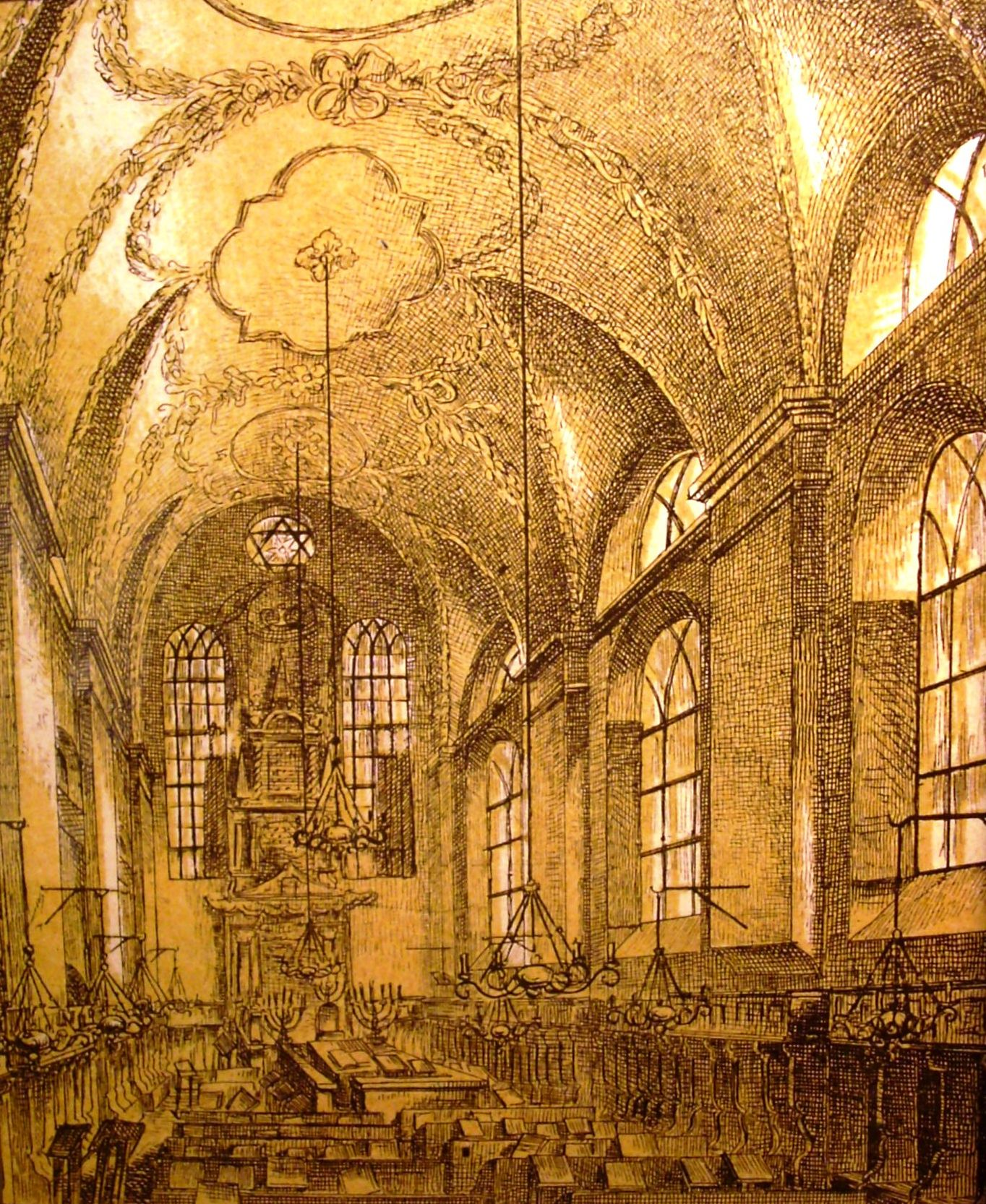
L'interno della sinagoga di Klausen nel XIX secolo

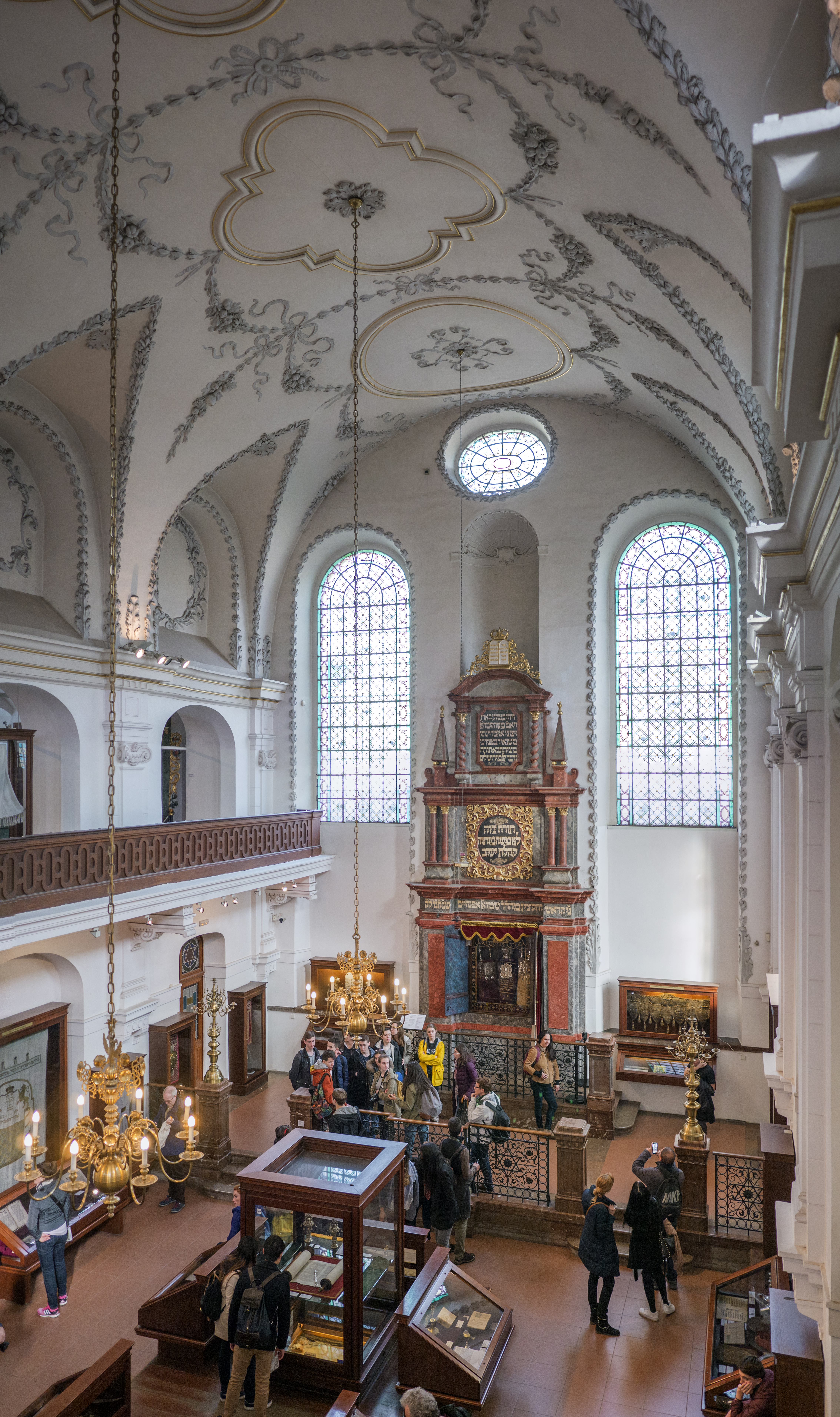
L'interno oggi

Nel 1689, il grande incendio di Praga distrusse i kloyzn e la sinagoga, che venne successivamente ricostruita e completata nel 1694. Due anni dopo venne aggiunto il monumentale Aron haQodesh a tre livelli, grazie a Samuel Oppenheimer, personalità benestante ed influente della monarchia austriaca.
Nel 1883-84 la sinagoga venne ricostruita dall'architetto Bedřich Münzberger, che partecipò anche alla decorazione della Sinagoga spagnola. Il massiccio rinnovamento urbano del ghetto all'inizio del XX secolo ha lasciato intatta la Sinagoga di Klausen, mentre le altre sinagoghe barocche sono state demolite.
Durante la seconda guerra mondiale la sinagoga venne utilizzata come deposito e un anno dopo la fine della guerra, vi fu realizzata un'esposizione sulle feste e sui costumi ebraici. 
La sinagoga è stata ricostruita più volte negli anni successivi e nel 1984 è stata aperta al pubblico un'esposizione permanente di manoscritti ebraici e prime stampe.